# Чигирин Юрій Юрійович
Чигирин Юрій Юрійович — український політолог, публіцист, поет. 

## Біографія
Народився у Кропивницькому (1974).
Закінчив відділення політології філософського факультету Київського національного університету ім. Тараса Шевченка (2003).
Працював головним редактором міжнародного журналу «Президент» (2000-2003), керівником проекту  журналу «Главред» (2006-2007), генеральним директором газети «Известия в Украине» (2007-2010), був секретарем вищої рейтингової комісії Всеукраїнського рейтингу «Сумлінні платники податків» (2010-2011), начальником управління преси та інформації КМДА (2014). Викладав у Київському національному університеті ім. Тараса Шевченка (спецкурс «Управління та взаємодія ЗМІ у медіа-холдингах»).[джерело?]
Голова Фонду політичних стратегій ім. Джона Кеннеді.[джерело?] Член Національної спілки письменників України (з 2005). Член Міжнародної федерації журналістів (з 2011).[джерело?]

## Політична і громадська діяльність
У 2003-2005 роках був помічником народних депутатів Валерія Євдокимова (СДПУ(о)) і Сергія Слабенка (Блок Віктора Ющенка «Наша Україна»).  У Верховній Раді 5-го скликання був помічником Мустафи Джемілєва (Блок «Наша Україна»). У парламенті 7-го скликання був помічником народного депутата Ярослава Гінки (Партія «УДАР» Віталія Кличка). У 8-му скликанні був помічником депутата Віктора Пинзеника (Блок Петра Порошенка).

## Твори
Автор наукової монографії «Політична ідеологія: минуле, сучасне, майбутнє» (2004), а також художніх книжок «Поріг пророків» (1998), «Пригорщ заліза» (2000), «Лемент леґіону мовчань» (2001).  

## Нагороди
Нагороджений орденами Святого Володимира Великого ІІІ ст. (2000), Святого Архистратига Михаїла (2001).[джерело?] Дипломант Міжнародного літературного конкурсу "Гранослов" (1998).[джерело?]